# Šalvare
Šalvare (također, Šarvare ili Šarovare) su muški i ženski odjevni predmet odnosno hlače, perzijskog porijekla (szalwār), koje su posebno karakteristične za južnu i središnju Aziju te južnu i istočnu Europu. Prednost ovih hlača je njihova rastezljivost, širina i prozračnost koje su se u prošlom vremenu ocijenjivale prikladnim za svakodnevne naporne poslove, ugodno jahanje konja (druge stoke) i ostalo.

## Raspostranjenost
Porijeklom iz azijskih zemalja, u Europi su se posebno koristile na prostoru Ukrajine i Rusije već od 3. stoljeća odnosno dominacije Skita i Sarmata na tim prostorima. Šalvare nisu nepoznanica Slavenima koji su oduvijek s njima bili u dodiru. Nosila ih je i staroruska vojska, kozačka vojska, pojedine južnoslavenske vojne formacije itd. 
Na Balkanu se trend proširio jačanjem Osmanskog Carstva, a neki i danas nose taj odjevni predmet, što iz tradicije, što iz modernosti gdje se šarvare sve više upotrebljavaju kao modni element. Danas su Šalvare u manjoj mjeri prisutne po cijeloj Europi (posebno u Francuskoj) zahvaljujući dinamičnim migracijama stanovništva iz cijelog svijeta.

## Vanjske poveznice
- Narodne nošnje Bosne i Hercegovine (hr.)
- Oleksandr Palij: Antički korijeni Šalvara (ukr.)